# هینترشمیدینگ
هینترشمیدینگ (به آلمانی: Hinterschmiding) یک شهر در آلمان است که در بایرن واقع شده‌است.

## خصوصیات
هینترشمیدینگ ۲۱٫۰۴ کیلومترمربع مساحت دارد ۶۳۵-۹۰۰ متر بالاتر از سطح دریا واقع شده‌است.